# Marie-Georges Pascal
Marie-Georges Pascal, nata Marie-Georges Charlotte Faisy (Cambrai, 2 ottobre 1946 – Parigi, 9 novembre 1985), è stata un'attrice francese.
Ha lavorato in cinema, televisione e teatro.

## Filmografia

### Attrice
- 1971 : Ragazzine di buona famiglia (Les Petites Filles modèles), regia di Jean-Claude Roy – Camille de Fleurville
- 1972 : La Mort d'un champion (TV), regia di Abder Isker – Maria Chamart
- 1973 : Amore mio scaldami (Je suis frigide... pourquoi?), regia di Max Pécas – Carla Chambon
- 1973 : Vizi e peccati delle donne nel mondo (Hausfrauen Report international), regia di Ernst Hofbauer – Janine
- 1973 : Le sensuali (Les Infidèles), regia di Christian Lara – una ragazza da casa di Sophie
- 1973 : Banana meccanica (Bananes mécaniques), regia di Jean-François Davy – Marie-Georges
- 1973 : Les Confidences érotiques d'un lit trop accueillant, regia di Michel Lemoine – Noëlle
- 1973 : L'Histoire très bonne et très joyeuse de Colinot trousse-chemise (Colinot l'alzasottane), regia di Nina Companeez – un bagnante
- 1974 : Il caldo e il nudo (Quand les filles se déchaînent), regia di Guy Maria – Mylène
- 1974 : Gross Paris, regia di Gilles Grangier – Mylène
- 1974 : Le Dessous du ciel (serie TV), regia di Roger Gillioz – Joëlle Gavarnier
- 1975 : Il vangelo della violenza (La Rage au poing), regia di Eric Le Hung – Christine
- 1975 : Pilotes de courses (serie TV), regia di Robert Guez – Brigitte
- 1976 : Le Milliardaire (TV), regia di Robert Guez – Cécile
- 1977 : D'Artagnan amoureux (serie TV), regia di Yannick Andréi – Julie de Colineau du Val
- 1977 : Minichroniques (serie TV) , episodio La Croisière, regia di Jean-Marie Coldefy e René Goscinny – la ragazza di sogno
- 1978 : Quand flambait le bocage  (TV), regia di Claude-Jean Bonnardot – Mme de Montsorbier
- 1978 : Les Raisins de la mort (Pesticide), regia di Jean Rollin – Elisabeth
- 1978 : Perché uccidere Lorraine? (Brigade mondaine), regia di Jacques Scandelari – Peggy
- 1979 : Par devant notaire (serie TV), episodio La résidence du bonheur, regia di Jean Laviron – Minouche
- 1979 : Mme de Sévigné: Idylle familiale avec Bussy-Rabutin  (TV), regia di Gérard Pignol e Jacques Vigoureux – Louise de Bussy
- 1980 : La Vie des autres (serie TV), episodio Le scandale, regia di Jean-Pierre Desagnat – Audrey Caldwell
- 1980 : Cauchemar, regia di Noel Simsolo – Lydia
- 1981 : La Double Vie de Théophraste Longuet  (serie TV), regia di Yannick Andréi – Jane de Montfort
- 1983 : Les Cinq dernières minutes  (serie TV), episodio Rouge marine, regia di Jean-Pierre Desagnat – Lydie Vignal
- 1983 : Flics de choc, regia di Jean-Pierre Desagnat – l'assistente della «maîtresse»

### Filmato d'archivio
- 1975 : Rêves pornos, regia di Max Pécas (Filmato d'archivio montato da Amore mio scaldami) – Carla Chambon
- 1999 : Eurotika !, (serie TV, documentario), regia di Andy Stark e Pete Tombs : épisodi : Vampires and Virgins: The Films of Jean Rollin (Filmato d'archivio montato da Les Raisins de la mort),  Is there a Doctor in the House: Medicine gone bad (Filmato d'archivio montato da Je suis frigide... pourquoi ?), I am a Nymphomaniac: Erotic Films of Max Pécas (Filmato d'archivio montato da Je suis frigide... pourquoi ?)
- 2007 : La nuit des horloges, regia di Jean Rollin (Filmato d'archivio montato da Les Raisins de la mort) – Elisabeth
- 2007 : Il cinema segreto (Das geheime Kino), cortometraggio di Michael Wolf (Filmato d'archivio montato da Les Raisins de la Mort)
- 2008 : Spark of Life, cortometraggio di Mike Bazanele (Filmato d'archivio montato da Les Raisins de la Mort)

## Teatro
- 1970 : La neige était sale di Georges Simenon e Frédéric Dard, regia di Robert Hossein. Théâtre des Célestins di Lione – Minna
- 1972 : La Maison de Zaza musical adattato di Gaby Bruyère, regia di Darry Cowl. Théâtre des Variétés di Parigi – Fleur-de-Pêcher
- 1974 : Duos sur canapé di Marc Camoletti, regia di Marc Camoletti. Théâtre Michel di Parigi – Bubble
- 1975 : Le Cid di Pierre Corneille, regia di Michel Le Royer. Théâtre Montansier di Versailles – Chimena
- 1975 : Antigone di Jean Anouilh, regia di Nicole Anouilh. Théâtre des Mathurins di Parigi – Ismene
- 1976 : Boeing Boeing di Marc Camoletti, regia di Christian-Gérard. Comédie Caumartin di Parigi – Judith
- 1977 : Transit (Just Wild about Harry) di Henry Miller, regia di François Joxe. Théâtre National de Chaillot di Parigi – Jeanie
- 1978 : Boeing Boeing di Marc Camoletti, regia di Christian-Gérard. Comédie Caumartin di Parigi – Judith
- 1979 : Le intellettuali di Molière, regia di Jean Térensier. Théâtre de la Renaissance  –
- 1979 : Boeing Boeing di Marc Camoletti, regia di Christian-Gérard. Comédie Caumartin di Parigi – Judith
- 1980 : Duos sur canapé di Marc Camoletti, regia di Marc Camoletti. Théâtre Michel di Parigi – Bubble
- 1980 : Soir de grève di Odile Ehret, regia di Virgil Tanase, Théâtre du Marais, Théâtre du Croq'Diamants di Parigi – la donna
- 1981 : Un chapeau de paille d'Italie di Eugène Labiche e Marc-Michel, regia di Guy Kayat. Théâtre 71 di Malakoff – Hélène
- 1982 : A porte chiuse di Jean-Paul Sartre, regia di Georges Wilson. Théâtre des Mathurins di Parigi – Estelle Rigault
- 1983 : Le Nombril di Jean Anouilh, regia di Jean Anouilh e Roland Piétri. Théâtre de l'Œuvre di Parigi – Joséphine
- 1985 : Gli affari sono gli affari di Octave Mirbeau, regia di Pierre Dux. Théâtre Renaud-Barrault di Parigi – Germaine Lechat